# Aidez l'Espagne
Aidez l'Espagne ('Ayudad a España') es un pochoir diseñado por Joan Miró en 1937 a petición de Christian Zervos, quien le pidió que realizara una obra que se pudiera editar en forma de sello de correos para recaudar fondos y financiar así al gobierno de la república española. La obra fue realizada en el marco de los trabajos de preparación y puesta a punto del pabellón de la república española para la Exposición Internacional de París de 1937, un proyecto en el que Miró colaboró ejecutando el mural del Segador.

## Descripción
El pochoir es protagonizado por un payés catalán ataviado con una barretina y con el puño derecho levantado. Lo enmarcan, arriba y abajo, las dos palabras que forman el lema, una exhortación a los ciudadanos de los países vecinos a apoyar al gobierno de la república española, entonces sumergida de lleno en la Guerra Civil. El artista optó por representar a un campesino por el mensaje telúrico que transmitía esta figura, la de un personaje arraigado en la tierra, que al mismo tiempo es el medio que trabaja con sus manos para subsistir. Miró consideraba que representar a un campesino era mejor que representar a un intelectual, en tanto que el primero resultaba más auténtico a ojos del público.
La pieza es de colores vivos (los colores de la bandera española, una bandera que se presenta incompleta por las manchas blancas bien visibles en la figura del labrador), y la expresión del labrador, sumada a la fuerza de su puño levantado, confieren una gran potencia a la obra y se adaptan perfectamente a las necesidades de la propaganda. Justamente lo que buscaba el artista:

Procuré que causara un gran impacto plástico. Esto es lo que importa: si lo consigo, entonces es fácil conseguir que también tenga un impacto intelectual
Joan Miró

De este pochoir se realizó una tirada limitada de impresiones, las cuales costaban un franco, para destinar los beneficios de su venta a financiar el gobierno republicano español. Además, también se hizo una tirada limitada de carteles serigrafiados de grandes dimensiones, a los que se incorporó una cita de Miró en francés, que rezaba: «En la lucha actual veo a las fuerzas caducas en el lado fascista; mientras que en el otro está el pueblo sus inmensos recursos creadores darán a España un empujón que sorprenderá al mundo».

¿Que si me daba cuenta de que esto significaba un posicionamiento? Claro. Me levantaba en contra de todo lo que creía caduco y ponía mi esperanza en lo que me parecía más humano y auténtico. Pasé mucho miedo por haber hecho esta obra
Joan Miró